# Mangroveerdő
A mangroveerdő a trópusi növényzeti öv egyik intrazonális növénytársulása.

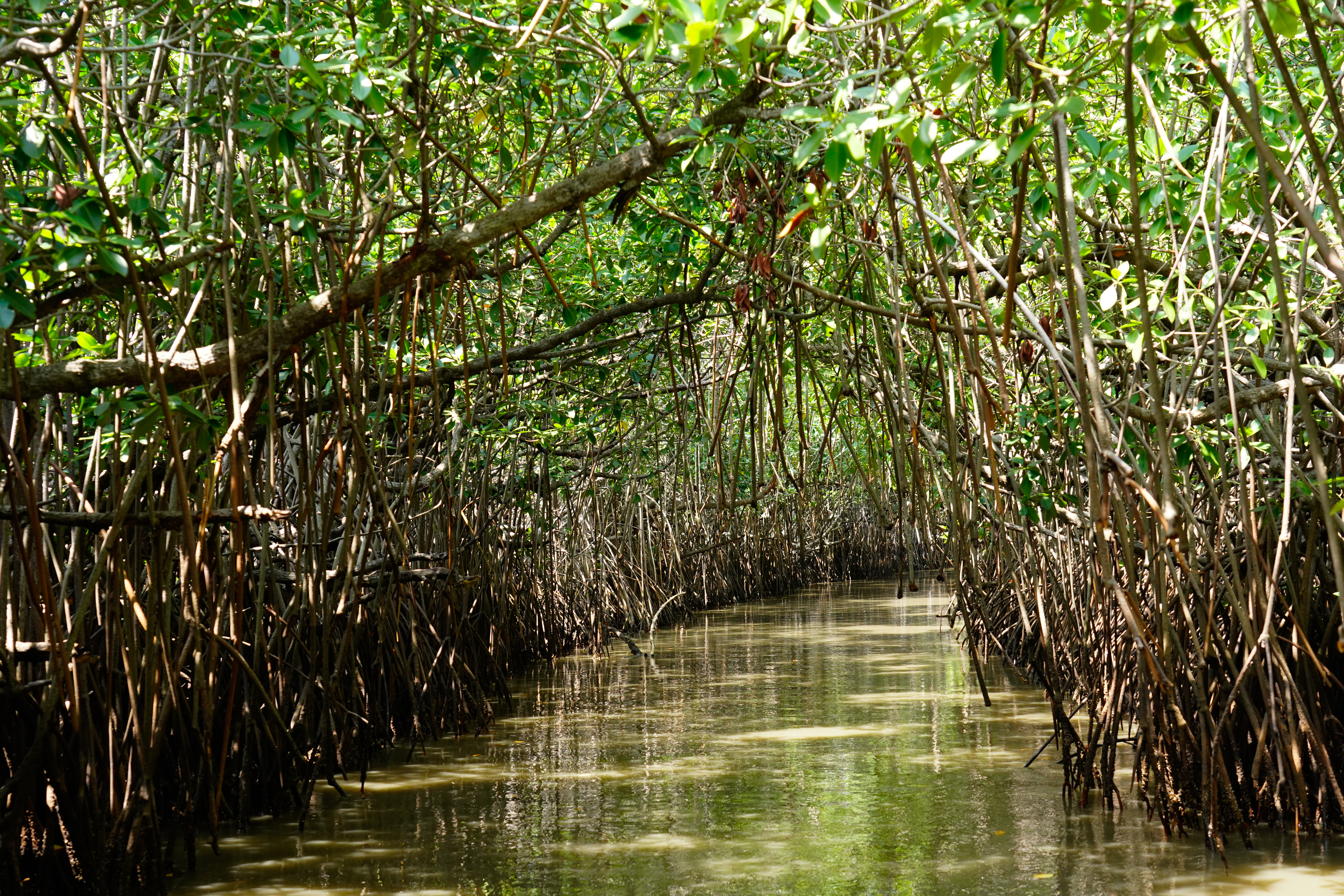
A Pichavaram mangroveerdő

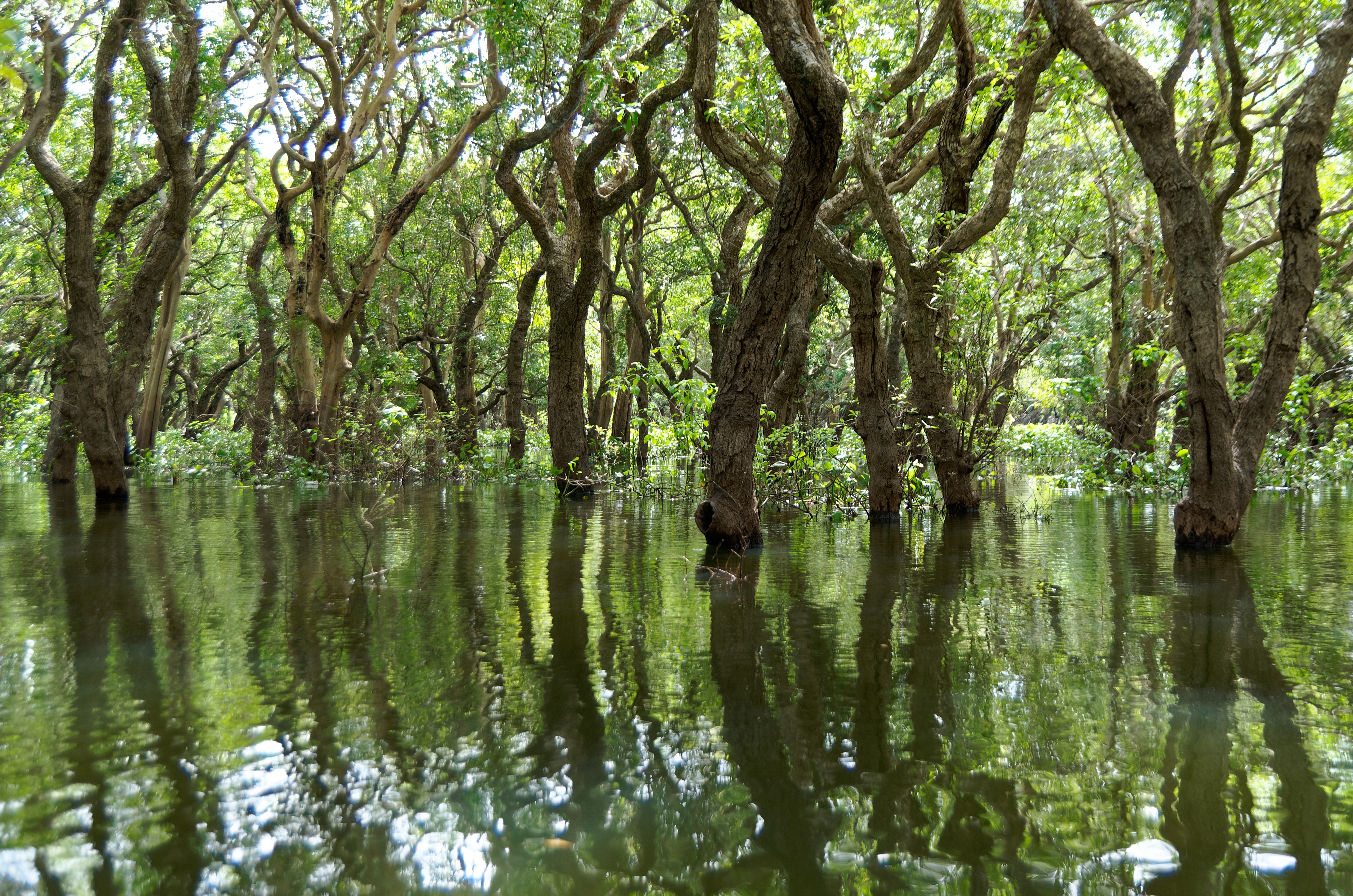
A Tonle Sap mangroveerdő Kambodzsában

## Eredete, elterjedése
A folyók torkolataiban és a hullámtöréstől egyéb módokon, például turzásokkal-lagunákkal védett brakkvizes tengerpartok árapályzónájában, az ún. mangrovepartokon (KVLEX) alakul ki az Egyenlítőtől az északi, illetve déli szélesség 25°-ig. A világ mangroveerdeinek összterülete 2000-ben 137 800 km² volt (ford.).

## Növényzete
Fafajainak többsége elevenszülő — ezek nem magvakat, hanem félig fejlett, 20–40 cm-es csíranövényeket potyogtatnak el, azok pedig a puha iszapba fúródva rögtön meggyökeresednek. Hogy az iszapból ki ne forduljanak, a fákat többnyire rugalmas horgonygyökérzet rögzíti. Az időszakos elöntések miatt a törzseket az iszapszint fölött szellőzőgyökerek (pneumatofórák) sokasága veszi körül (EÖ). A mangrove életforma' egyedi jellegzetessége, hogy a tengervízből felvett fölösleges sót a leveleken sajátos sómirigyek választják ki (KVLEX). Fajösszetétele függ az árapály erejétől és a száraz évszak hosszától is (EÖ). Az apály csúcsán az egész erdő a szárazra kerül, a dagály csúcsán csak a lombkorona áll ki a vízből.
Lombkoronaszintjében dominálnak a mangrove fajok (Rhizophora spp., Avicennia spp. stb.). A lombkorona legnagyobb magasságát (35–40 m) a nedves trópusokon éri el (EÖ). A legtöbb fajt számláló változatok Délkelet-Ázsiában fejlődtek ki; az afrikaiak és dél-amerikaiak jóval fajszegényebbek (KVLEX).
A növényzetben az elöntés mélysége és a talajvíz sótartalma szerint jellegzetes vízszintes zonalitás alakul ki:
- a mélyebb vízben élnek az állványszerű támasztógyökerekkel rögzített légzőfa (Sonneratia) fajok, valamint a vörös mangrove (Rhizophora spp.),
- a sekély vízben a nagy ozmotikus nyomású fekete mangrove (Avicennia spp.) és különféle Conocarpus fajok (KVLEX).

### Mangrove életmódú fák
A karakterfajok közül „mangrove életmódú”, a lombkoronaszint felépítésében részt vevő növények a konvergens evolúció eredményeként a növények öt(!) családjából fejlődtek ki:
| Család                        | Nemzetség, fajainak számával                         | Magyar neve     |
| ----------------------------- | ---------------------------------------------------- | --------------- |
| medvekörömfélék (Acanthaceae) | Avicennia, 9                                         | fekete mangrove |
| nyálkafafélék (Combretaceae)  | Conocarpus, 1; Laguncularia, 1; Lumnitzera, 3        | fehér mangrove  |
| pálmafélék (Arecaceae)        | Nypa, 1                                              | mangrovepálma   |
| Rhizophoraceae                | Bruguiera, 7; Ceriops, 5; Kandelia, 2; Rhizophora, 8 | vörös mangrove  |
| füzényfélék (Lythraceae)      | légzőfa (Sonneratia), 5                              | mangrovealma    |

### Elegyfák
| Család                           | Nemzetség, fajszám                   |
| -------------------------------- | ------------------------------------ |
| medvekörömfélék (Acanthaceae)    | akantusz (Acanthus), 2; Bravaisia, 2 |
| pálmafélék (Arecaceae)           | datolyapálma (Phoenix), 1            |
| palkafélék (Cyperaceae)          | Fimbristylis, 1                      |
| kutyatejfélék (Euphorbiaceae)    | Excoecaria, 2                        |
| fazékfafélék (Lecythidaceae)     | Barringtonia, 6                      |
| füzényfélék (Lythraceae)         | Pemphis, 2                           |
| mályvafélék (Malvaceae)          | Camptostemon, 2, Heritiera, 3        |
| szappanfavirágúak (Meliaceae)    | Xylocarpus, 2                        |
| mirtuszfélék (Myrtaceae)         | Osbornia, 1                          |
| Tetrameristaceae                 | Pelliciera, 1                        |
| ólomgyökérfélék (Plumbaginaceae) | Aegialitis, 2                        |
| kankalinfélék (Primulaceae)      | Aegiceras, 2                         |
| saspáfrányfélék (Pteridaceae)    | Acrostichum, 3                       |
| buzérfélék (Rubiaceae)           | Scyphiphora, 1                       |

## Állatvilága
Speciálisan itt élnek a mangroverákok (Goniopsis cruentata).

## Felhasználása
Gazdasági jelentősége főként a szénégetés alapanyagaként van (EÖ).

## Fordítás
ford.: Ez a szócikk részben vagy egészben  a   mangrove című angol Wikipédia-szócikk ezen változatának fordításán alapul.  Az eredeti cikk szerkesztőit annak laptörténete sorolja fel. Ez a jelzés csupán a megfogalmazás eredetét és a szerzői jogokat jelzi, nem szolgál a cikkben szereplő információk forrásmegjelöléseként.